# Jon Lovitz
Jonathan Michael Lovitz (Tarzana, California, 21 de julio de 1957) es un actor y comediante estadounidense, reconocido por su trabajo en Saturday Night Live, Los Simpson y por ser la voz de Jay Sherman en The Critic.

## Primeros años
Lovitz nació en Los Ángeles, California. Su padre era un internista en Encino, California. Fue a la universidad Harvard-Westlake School y estudió teatro en la Universidad de California en Irvine, de la cual se graduó en 1979. Posteriormente, Lovitz estudió actuación con Tony Barr en la Film Actors Workshop. Fue miembro de la compañía de comedia The Groundlings, en donde trabó amistad con Phil Hartman. Sus abuelos paternos eran inmigrantes de Rumanía, quienes se establecieron en Jacksonville, Florida, mientras su abuela materna era una inmigrante húngara.

## Carrera

### Saturday Night Live
Lovitz fue miembro del equipo de Saturday Night Live desde 1985 hasta 1990. Más tarde, dijo en una entrevista para el libro Live From New York: An Uncensored History of Saturday Night Live que el tiempo en el que había trabajado en el programa había sido el más memorable de su carrera. Pasó de no tener dinero a cobrar un contrato de 500.000 dólares, y además, fue nominado para un premio Emmy durante sus primeros dos años en Saturday Night Live. Uno de sus personajes más notables fue Tommy Flanagan, "el Mentiroso Patológico", quien creó la frase "Yeah! That's the ticket!" Otros de sus personajes incluyeron a Master Thespian, Tonto, Mephistopheles, Hanukkah Harry y Michael Dukakis.

### Voz
Lovitz hizo las voces de muchos personajes en series animadas de televisión y del cine. En la serie The Critic, hizo la voz del personaje de Jay Sherman. En Los Simpson, hizo las voces del exnovio de Marge Artie Ziff y del director de obras teatrales Llewellyn Sinclair (y de su hermana, quien tiene una guardería) en el episodio "A Streetcar Named Marge", de la cuarta temporada. Jay Sherman de The Critic apareció en el episodio "A Star is Burns", de la sexta temporada, y también hizo la voz del paparazzo Enrico Irritazio en "Homerazzi", episodio de la decimoctava temporada del programa. También hizo las voces del Profesor Lombardo y de Aristotle Amadopolous.

### Apariciones en cine y televisión
A finales de los años 90, Lovitz fue "el hombre que escribió las Páginas Amarillas", en una serie de comerciales y publicidades gráficas para la Industria Americana de las Páginas Amarillas. También ha aparecido en la película Matilda, como el hombre que gana el millón de dólares.
Lovitz participó también en la película The Wedding Singer, en la cual representa al rival de Adam Sandler, y ha tenido un papel menor en otra película del mismo actor, Little Nicky. Además, fue uno de los personajes de Mr. Destiny, junto a James Belushi.
Lovitz apareció dos veces en episodios de Friends. Su primera aparición fue en el episodio "The One with the Stoned Guy", de la primera temporada, en el cual representó al dueño de un restaurante, el cual entrevista a Monica Geller para un trabajo. Años después volvió al show, en esta ocasión en el episodio "The One with the Blind Dates" de la novena temporada, en donde se revela que había perdido su restaurante por un problema con las drogas.  
Otro de sus papeles fue en Seinfeld, en donde personificó a Gary Fogel, un hombre que finge padecer cáncer y muere en un accidente automovilístico. 
En 1991, Lovitz apareció en un episodio de la séptima temporada de Married with Children titulado "Kelly Does Hollywood part 2", como el sórdido productor de Hollywood Mr. Littlehead. 
En 1998, Lovitz personificó a un hombre dramático, cuando realizó un papel pequeño pero central en la película de Todd Solondz Happiness. Su personaje era un hombre depresivo quien ataca a su novia por los pensamientos de ella hacia él. 
Lovitz fue estrella invitada en dos ocasiones en Newsradio, como personajes separados, antes de convertirse en parte del elenco en la última temporada del programa. 
Además, Lovitz apareció en Two and a Half Men en 2006, como un compositor llamado Archie.

### Broadway
Lovitz trabajó en Broadway, en el Music Box Theatre, en la obra The Dinner Party, de Neil Simon, en donde representó a Henry Winkler. Además, cantó en el Carnegie Hall tres veces, y entonó el Himno Nacional de Estados Unidos en el Dodger Stadium en un partido de tenis perteneciente al US Open.
El 10 de octubre de 2001, Lovitz cantó en un dúo (junto a Robbie Williams) la canción "Well, Did You Evah", en el Royal Albert Hall, en el Reino Unido. La grabación puede ser oída en el álbum Swing When You're Winning.

### Comedia en vivo
En 2005, Lovitz trabajó en comedia en vivo por primera vez en su carrera. También apareció en la película Los Productores, como el estricto presidente de la firma contable, Mr. Marx. En 2006, se convirtió en el portavoz de una campaña publicitaria para la cadena de restaurantes Subway.

### The Jon Lovitz Comedy Club
El 8 de noviembre de 2007, Jon Lovitz inauguró su propio club de comedia, "The Jon Lovitz Comedy Club en Aubergine", en el distrito Downtown Gaslamp en San Diego, California. Actualmente cuenta con la presentación de un espectáculo cada noche de jueves, viernes y sábado. Hasta el momento, los comediantes más importantes de Estados Unidos han realizado presentaciones en el club, tales como David Spade, Ralphie May, Carlos Mencia, Dana Carvey, Jo Koy, Eric Shwartz, Craig Shoemaker, Russell Peters, Kevin Nealon, Dennis Miller, etcétera.

### Conflicto con Andy Dick
Lovitz ha culpado al actor y comediante Andy Dick por haber provocado que la esposa de Phil Hartman, Brynn, volviera a consumir cocaína (después de diez años de abstinencia) sólo cinco meses antes de asesinar a su marido y de suicidarse. El 11 de julio de 2007, Dick tuvo una pelea con Lovitz en el club Laugh Factory. El dueño del club, Jamie Masada, declaró que Lovitz tomó a Dick por la cabeza y lo golpeó dentro del bar. Dick, anteriormente, le había dicho a Lovitz que él había sido "la perdición de Phil Hartman" y que sería el próximo en morir. Lovitz dijo en Page Six: "Todos los comediantes están orgullosos por lo que hice, ya que este hombre es un estúpido".
Dick negó la historia de Lovitz el 25 de julio de 2007, en Tom Green Live, diciendo que Masada no había presenciado el accidente, y que en efecto no lo conocía. Dick dijo además que el enfrentamiento había tenido lugar en el vestíbulo del club, y que lo máximo que había hecho Lovitz era empujarlo contra una pared. Lovitz confirmó esta versión en el programa de Larry King, añadiendo que había arrojado a su contrincante contra una mesa.

## Filmografía

### Cine
| Título                                       | Año  | Personaje                         | Notas               |
| -------------------------------------------- | ---- | --------------------------------- | ------------------- |
| Hamburger: The Motion Picture                | 1986 | Guardia de seguridad              |                     |
| Last Resort                                  | 1986 | Barman                            |                     |
| Jumpin' Jack Flash                           | 1986 | Doug                              |                     |
| Ratboy                                       | 1986 | Invitado a la fiesta              |                     |
| Tres amigos                                  | 1986 | Morty                             |                     |
| La tostadora valiente                        | 1987 | Radio (voz)                       |                     |
| Big                                          | 1988 | Scotty Brennen                    |                     |
| Mi novia es una extraterrestre               | 1988 | Ron Mills                         |                     |
| Cranium Command                              | 1989 | Right Cranium                     |                     |
| Mr. Destiny                                  | 1990 | Clip Metzler                      |                     |
| Tales from the Crypt                         | 1991 | Barry Blye                        | Serie de televisión |
| An American Tail: Fievel Goes West           | 1991 | T. R. Chula                       |                     |
| Un equipo muy especial                       | 1992 | Ernie Capadino                    |                     |
| Mom and Dad Save The World                   | 1992 | Emperador Todd Spengo             |                     |
| Loaded Weapon 1                              | 1993 | Becker                            |                     |
| Los Coneheads                                | 1993 | Dr. Rudolph, el dentista          |                     |
| City Slickers II: The Legend of Curly's Gold | 1994 | Glen Robbins                      |                     |
| Un muchacho llamado Norte                    | 1994 | Arthur Belt                       |                     |
| Atrapados en el paraíso                      | 1994 | Dave Firpo                        |                     |
| The Great White Hype                         | 1996 | Sol                               |                     |
| Matilda                                      | 1996 | Anfitrión de Million $ Sticky     |                     |
| Great School High                            | 1996 | Richard Clark                     |                     |
| La mejor de mis bodas                        | 1998 | Jimmie Moore                      |                     |
| Felicidad                                    | 1998 | Andy Kornbluth                    |                     |
| Lost & Found                                 | 1999 | Tío Harry                         |                     |
| Ladrones de medio pelo                       | 2000 | Benny                             |                     |
| Little Nicky                                 | 2000 | Pepper                            |                     |
| Sand                                         | 2000 | Kirby                             |                     |
| 3000 Miles to Graceland                      | 2001 | Jay Peterson                      |                     |
| Como perros y gatos                          | 2001 | Calico (voz)                      |                     |
| Ratas a la carrera                           | 2001 | Randall 'Randy' Pear              |                     |
| Good Advice                                  | 2001 | Barry Sherman                     |                     |
| Eight Crazy Nights                           | 2002 | Tom Baltezor (voz)                |                     |
| Dickie Roberts: Former Child Star            | 2003 | Sidney Wernick                    |                     |
| The Stepford Wives                           | 2004 | Dave Markowitz                    |                     |
| Pancho's Pizza                               | 2005 |                                   | Cortometraje        |
| Bailey's Billion$                            | 2005 | Bailey (voz)                      |                     |
| Los productores                              | 2005 | Sr. Marks                         |                     |
| Los calientabanquillos                       | 2006 | Mel                               |                     |
| Las horas perdidas                           | 2007 | Bart Bookman                      |                     |
| Farce of the Penguins                        | 2007 | My eyes are up here Penguin (voz) |                     |
| El novio de mi madre                         | 2007 |                                   |                     |
| Hotel Transylvania                           | 2012 | Quasimodo                         |                     |

### Televisión
| Título                                | Año         | Papel |
| ------------------------------------- | ----------- | --- |
| Saturday Night Live                   | 1985-1992   | Personajes varios |
| Seinfeld                              | 1995        | 'Gary Fogle' en The Scofflaw                                                                                            |
| Los Simpson                           | 1991        | Llewellyn Sinclair, Sra. Sinclair, Profesor Lombardo, Enrico Irritazio, Artie Ziff, Aristotle Amadopoulos y Jay Sherman |
| Friends                               | 1995 y 2003 | Dueño del restaurante que entrevista a Monica Geller y luego tiene una cita con Rachel Green                            |
| The Critic                            | 1994-1995   | Jay Sherman |
| NewsRadio                             | 1997-1999   | Max Lewis, Fred y Mike Johnson                                                                                          |
| Las Vegas                             | 2004-2005   | Fred Puterbaugh |
| Two and a Half Men                    | 2006        | Archie Baldwin |
| WWE RAW                               | 2010        | Él mismo |
| Comedy Central Roast of Charlie Sheen | 2011        | Él mismo |